# Толл-Тімбер (Колорадо)
Толл-Тімбер (англ. Tall Timber) — переписна місцевість (CDP) в США, в окрузі Боулдер штату Колорадо. Населення — 185 осіб (2020).

## Географія
Толл-Тімбер розташований за координатами 40°0′55″ пн. ш. 105°20′59″ зх. д. / 40.01528° пн. ш. 105.34972° зх. д. (40.015150, -105.349822).  За даними Бюро перепису населення США в 2010 році переписна місцевість мала площу 1,49 км², уся площа — суходіл.

## Демографія
Згідно з переписом 2010 року, у переписній місцевості мешкало 208 осіб у 88 домогосподарствах у складі 65 родин. Густота населення становила 140 осіб/км².  Було 93 помешкання (63/км²).
Расовий склад населення:
| - 98,1 % — білих - 1,4 % — азіатів - 0,5 % — корінних американців |

До двох чи більше рас належало 0,0 %. Частка іспаномовних становила 0,5 % від усіх жителів.
За віковим діапазоном населення розподілялося таким чином: 16,8 % — особи молодші 18 років, 64,4 % — особи у віці 18—64 років, 18,8 % — особи у віці 65 років та старші. Медіана віку мешканця становила 50,4 року. На 100 осіб жіночої статі у переписній місцевості припадало 108,0 чоловіків;  на 100 жінок у віці від 18 років та старших — 103,5 чоловіків також старших 18 років.
Середній дохід на одне домашнє господарство  становив 107 116 доларів США (медіана — 71 154), а середній дохід на одну сім'ю — 122 999 доларів (медіана — 72 404). 
Цивільне працевлаштоване населення становило 87 осіб. Основні галузі зайнятості: освіта, охорона здоров'я та соціальна допомога — 54,0 %, будівництво — 17,2 %, науковці, спеціалісти, менеджери — 12,6 %.